# Sarah Alexander
Sarah Alexander (Hammersmith, 3 januari 1971) is een Britse actrice.

## Biografie
Alexanders carrière begon met de serie Kappatoo, waarin ze Melanie vertolkte. De eerste film waarin Alexander meespeelde was Piccolo Grande Amore, als Ursula.

## Filmografie
- Jonathan Creek (serie, 2013-2016) als Polly Creek
- Marley's Ghosts (serie, 2015-2016) als Marley Wise
- We're Doomed! The Dad's Army Story (film, 2015) als Gilda Perry
- Undercover (serie, 2015) als Zoe
- Me and Mrs Jones (serie, 2012) als Gemma
- The Jury (serie, 2011) als Theresa Vestey
- Faculty (film, 2011) als Ellie Anderson
- All the Small Things (serie, 2009) als Layla
- Mutual Friends (serie, 2008) als Liz
- Stardust (film, 2007) als Empusa
- I Could Never Be Your Woman (film, 2007) als Jeannie
- The Worst Week of My Life (serie, 2004-2006) als Mel Steel-Cook
- Teachers. (serie, 2006) als Alice Fletcher
- Green Wing (serie, 2004-2007) als Dokter Angela Hunter
- Harry (film, 2005) als Kay
- Perfect Strangers (film, 2004) als Alix Mason
- Coupling (serie, 2000-2004) als Susan Walker
- Smack the Pony (serie, 1999-2003) als meerdere personages
- Going Off Big Time (film, 2000) als Stacey Bannerman
- The Strangerers (serie, 2000) als Rina
- Summer in the Suburbs (film, 2000) als Maisie
- The New Adventures of Pinocchio (film, 1999) als Felinet
- Seaview Knights (film, 1994) als Jackie
- Piccolo grande amore (film, 1993) als Ursula
- Kappatoo (serie, 1992) als Melanie

- Biblioteca Nacional de España: XX4446547
- Gemeinsame Normdatei: 1066418640
- International Standard Name Identifier: 0000 0000 8112 8444
- Library of Congress Control Number: no2003017461
- SNAC: w6sw2db4
- Système universitaire de documentation: 200140019
- Virtual International Authority File: 34139425
- WorldCat: E39PBJvt4VvgCbKmWqW7xtvyh3